# Миллиардер Тэд
Миллиардер Тэд (англ. Billionaire Ted) — серия комедийных скетчей, показываемых в телепрограммах World Wrestling Federation (WWF) в 1996 в ходе Monday Night Wars. В них пародировался владелец конкурирующего реслингового промоушена World Championship Wrestling (WCW) и медиамагнат Тед Тёрнер, а также ряд участников WCW — Халк Хоган, Рэнди Сэвидж и Джин Окерланд. Скетчи становились все более злобными, поскольку помимо них председатель WWF Винс МакМэхон организовал рекламную кампанию в прессе против Тэда Тёрнера. Конец скетчам положила президент транслировавшего программы WWF USA Network Кей Копловиц, которая почувствовала переход от пародии к отражению личного мнения МакМэхона о Тернере и WCW.

## Предыстория
В 1980-е годы WWF была ведущей организацией профессионального реслинга в США, хотя у неё был серьёзный соперник в лице компании Jim Crockett Promotions (JCP), который в 1988 году был куплен медиамагнатом Тедом Тёрнером и переименован в World Championship Wrestling (WCW). К середине 1990-х годов WCW начала нанимать бывших суперзвезд WWF 1980-х годов, таких как Халк Хоган и Рэнди Сэвидж. В 1995 году он напрямую нацелился на WWF, создав собственное флагманское телешоу WCW Monday Nitro и начав показ на своём телеканале TNT в то же время, когда на канале USA Network выходило ведущее шоу конкурента WWF Monday Night Raw. В ответ на это и другие шаги председатель WWF Винс МакМэхон решил создать серию скетчей, высмеивающих Тернера и WCW. Несмотря на то, что это противоречило его давней политике непризнания конкуренции, МакМэхон заявил своим помощникам: «Это будет самая смешная вещь, которую мы когда-либо делали».
В скетчах пародировался Тёрнер, которого называли «миллиардером Тедом» и изображали неуклюжим, оторванным от реальности хиллбилли, первоначально пытавшимся улучшить WCW по сравнению с предполагаемым превосходством программ WWF.
Вместе с ним также пародировались перешедшие на сторону WCW бывшие участники WWF 1980-х:
- борцы Халк Хоган (который стал «Торгашом», (англ. The Huckster) и «Мачо» Рэнди Сэвидж («Человек Начо», (англ. Nacho Man)) изображались пожилыми и недееспособными.
- интервьюер WCW Джин Окерланд («Джин-Схема», (англ. Scheme Gene)). Изображался мошенником, который хотел выманить деньги у фанатов через телефонные линии премиум-класса.[1]

## Скетчи
В первых нескольких эскизах (первоначально рекламируемых как «Военная комната миллиардера Теда Расслина», англ. Billionaire Ted's Rasslin' Warroom) в зале заседаний миллиардер Тэд пытается скопировать программу WWF, но его постаревшие борцы заявляют, что уже не смогут выполнять былые спортивные приёмы или тактики промоушена. МакМэхон для защитыь от возможных исков о клевете отметил, что WWF считал эти видео сатирой. Некоторые из пародий также содержат намеки на внутреннюю проверку на наркотики WCW и её сравнение с аналогом у WWF. Вице-президент WCW Эрик Бишофф, который ранее звонил в WWF с поддержкой скетчей, написал письмо (которое МакМэхон затем показывал), защищая WCW и заявляя, что они рассматривают возможность подачи судебного иска. В ответ WCW, которая обычно комментировала WWF в своих программах, из-за пародии о стероидах прекратила это и временно отказалась от своего слогана «Где играют большие мальчики» (англ. Where the Big Boys Play).
В более позднем скетче миллиардер Тед хочет купить несколько борцов нового поколения WWF, на что закадровый голос WWF ответом «Это не продается!» намекает, что Тёрнер покупает старые активы и переупаковывает их.

## Закрытие
Хотя пародии на миллиардера Теда изначально были популярны, МакМэхон начал переводить сотрудников WWF с других сценарных задач на работу над ними. МакМэхон также приказал юристам направить в Федеральную торговую комиссию досье, в котором утверждалось, что предлагаемое слияние Turner Broadcasting System и Time Warner было попыткой вытеснить WWF из бизнеса, что он также дополнил размещением рекламы в газетах и финансовых журналах, по которой Тёрнер использовал деньги акционеров для финансирования «личной вендетты» против WWF. Хотя большинство газет отказались их печатать из-за дискредитирующего характера, The New York Times опубликовала отредактированную версию, которая транслировалась по телевидению. В конечном итоге скетчи начали отходить от отсылок к WCW и сосредоточились на фигуре Тёрнера. В одном из скетчей миллиардер участвовал в телевикторине, в которой появлялись его реальные неоднозначные высказывания на расовую и сексуальную темы. В другом ролике Тед в пародии на программу Ларри Кинга отказывается отвечать, почему зарплата Торгаша получена из других, более прибыльных предприятий Тёрнера, а не из убыточного WCW (так и обстояло на самом деле: реслер получал зарплату от Turner Home Entertainment на основании актёрских работ Хогана в кино).
В последней пародии миллиардер Тед появляется перед комитетом Федеральной торговой комиссии, используя в своём выступлении фразу из фильма «Несколько хороших парней» «Вы не можете выдержать всю правду!» (англ. You can't handle the truth! ).. Президент USA Network Кей Копловиц почувствовала, что МакМэхон находился в состоянии стресса, а скетчи становились скорее злонамеренными, чем юмористическими. В результате она приказала, чтобы ролики о миллиардере Теде больше не появлялись в эфире USA Network. Финальный скетч был показан на бесплатном предварительном шоу WrestleMania XII: в ходе поединка между Торгашом и Человеком-Начо при судействе миллиардера Теда все персонажи умирают от сердечных приступов.

## Наследие
В результате показа скетчей президент телесети USA Network Кей Копловиц настояла на предварительном ознакомлении телесети со сценариями будущих эфиров WWF, в творческой группе которого появлялся представитель USA Network. Из-за её обеспокоенности по поводу МакМэхона она отправила одного из своих руководителей работать с ним над программами WWF. Внимание к ним до этого особо не уделялось, пока WWF Raw не начал демонстрировать низкие рейтинги и из-за противодействия телесети в прошлом отдельным персонажам, например как хилл Клоуна Доинка.
Сам Тед Тёрнер предположительно оценил скетчи как смешные. Когда Скотт Холл перешел из WWF в WCW, в его дебютном промо на WCW Monday Nitro он попросил увидеться с Миллиардером Тедом, Человеком Начо и Джином-Схемой. Когда Холл, Хоган и Кевин Нэш сформировали в WCW группировку Новый мировой порядок (nWo), в своем первом промо после превращения в хила Хоган назвал Тернера миллиардером Тедом. Холл и Хоган также называли Сэвиджа «Человеком-Начо» в конце 1996 года. Позже бывший борец WWF Тед ДиБиаси был назначен менеджером nWo, получив прозвище Триллионер Тед (англ. Trillionaire Ted).
По оценкам профессиональных обозревателей реслинга, хотя скетчи были хорошей пародией и действительно поднимали серьёзные темы (например, по поводу стероидов), пародии на миллиардера Теда рассматривались как мелочные и не отражающие причину, по которой WCW бросил вызов WWF. Хоган также считал, что это имело неприятные последствия для МакМэхона, поскольку побудило зрителя WWF проверить, действительно ли пародии на WCW правдивы.